# Pierre Attaignant
Pierre Attaignant, död omkring 1553, var en fransk boktryckare.
Attaignant var den förste i Paris som tryckte mensuralnotskrift med rörliga typer. Hans mest kända tryck är ett band Chansons nouvelles (1528), det berömdaste Treize motets (1531) för orgel, som nytrycktes av Yvonne Rokseth 1930.